# Shinui
Shinui (en hebreo שינוי, Cambio) (nombre original: Tenua le-Shinui ve Yozma, luego renombrado Shinui-Mifleget ha-Merkaz, Movimiento por el Cambio Democrático en idioma español) es un partido sionista, secular y liberal de Israel. Es miembro de la Internacional Liberal. En hebreo, la palabra Shinui significa literalmente "reforma" o "cambio". En las elecciones del año 2003, obtuvo 15 de los 120 asientos del parlamento, posicionándose como el tercer partido más grande del país detrás del Likud y del Partido Laborista de Israel. Solo tres años más tarde, en las elecciones de 2006, desapareció prácticamente del mapa político. El partido sufrió una dura división en el año 2006 que vio la partida de su líder Tommy Lapid. Actualmente se encuentra liderado por Ron Levintal.
Entre sus propuestas se encuentran:
- Separar la religión del Estado, sin renunciar al perfil judeo-sionista de Israel.
- Continuar con el proceso de paz con los palestinos, basado en la "Hoja de Ruta".
- Propiciar una economía de libre mercado.

La revolución cívica a la que aspiraba Shinui se basaba en varios temas, siendo el primero de los cuales la separación entre religión y Estado, tal como se explica en su plataforma:

«Como partido liberal, Shinui cree en la libertad de culto, y al creer en la libertad de culto, cree en la separación religión-estado, mientras busca preservar el carácter cívico y cultural judío. La fe religiosa no será justificada por la legislación, ni obtendrá financiación estatal ni se tolerará su injerencia en las vidas ajenas. Shinui es partidario del matrimonio civil, del transporte público los sábados y fiestas religiosas, estatus igual a todas las sectas del judaismo, alistamiento igual entre los jaredíes y el resto de los ciudadanos (cancelación de la Ley Tal). Shinui lucha contra la religión esforzada, el útil de monedas estatales por necesidades religiosas, y contra el atentado de hacer del estado de Israel un estado de halaja que haga peligrar nuestro futuro como democracia.»

## Fundación
El partido nació originalmente en oposición al Ejecutivo de la primera ministra Golda Meir y su ministro de defensa Moshé Dayán, a los que muchos israelíes culpaban de los errores de la guerra de Yom Kipur. En abril de 1974, solo cuatro meses después de un triunfo aplastante de Meir y el Partido Laborista en las elecciones, los dos dimitieron. Amnon Rubinstein, un académico simpatizante de los opositores, vio en el éxito de las manifestaciones un potencial como alternativa a la realidad política que existía hasta entonces: desde su establecimiento, Israel había sido gobernado por el Mapai, el antecedente del Partido Laborista. Sin embargo, en un primer momento Shinui no obtuvo representación en el Knéset. 

### Elecciones de 1977
En 1976 el primero ministro Isaac Rabin dimitió de su puesto debido a una serie de escándalos en los que se vieron involucrados políticos laboristas. En abril de 1977, sólo dos meses antes las elecciones, Rabin anunció que no sería candidato del Alinamiento Laborista al puesto de primer ministro, y Shimon Peres le sucedió. Muchos ciudadanos israelíes buscaron una alternativa a los laboristas. El exjefe de estado mayor Yigael Yadin, con reputación internacional como arqueólogo, dirigió una alianza de partidos de la oposición que incluía al Shinui. La alianza, llamada Dash, fue un imán para aquellas personas que se oponían al Alinamiento Laborista pero tampoco confiaban en el principal partido de la oposición derechista tradicional Likud. Dash tuvo una plataforma económica liberal (enfrentada al socialismo estatal establecido desde la fundación de Israel), y declaró su apoyo a negociaciones con los estados árabes y la devolución de los territorios ocupados por Israel desde 1967. 
Los resultados trajeron una realidad política nueva, al obtener el Likud el número mayor de escaños en el Knéset. Yadin acordó participar en el gobierno del nuevo primer ministro Menachem Begin, pero Rubinstein y la facción de Shinui rechazaron tomar parte en una coalición derechista. Dash se dividió en muchas facciones.

## Shinui en los años ochenta
Los socios que volvieron a Shinui después de la caída de Dash constituyeron la facción más grande de la alianza anteriora, incluso el empresario respectado Stef Wertheimer(hoy el hombre más rico en Israel), pues Shinui no tuvo mucho efecto como un cuerpo político, debido a la polarización de la sociedad entre la administración Begin y el Alinamiento que dominaba en la oposición. En aquellos años el nombre completo del movimiento fue El Movimiento de Cambio e Iniciativa y entre estos socios hubo personas identificadas con el liberalismo económico, especialmente abogados, empresarios, y judíos alemanes. En 1981 Shinui apenas sucedió elegirse al décimo Knéset logrando solo dos curules, los que ocuparon Rubinstein y el abogado Mordejai Virshuvski. En 1984 Shinui ganó un otro curul en las siguientes elecciones, pues en 1988 lo perdió. En los gobiernos de Isaac Shamir y Shimon Peres como ministro de comunicaciones y correo. A partir de Rubinstein, había elegido en 1988 sólo el abogado Avraham Poraz. Poraz hubiera la figura dominante en Shinui en los años 1990.

## Alianza con laizquierda
Shinui cambió su nombre en 1992, llamándose desde entonces "Shinui - Partido del Centro". No obstante Rubinstein y Poraz acordaron antes las elecciones de aquel año a una alianza con el partido socialista Mapam y Ratz un grupo de palomas de paz dirigido por Shulamit Aloni. Ellos apodaron a la alianza Meretz ("Vitalidad"). Meretz resta como el grupo mayor en la izquierda israelita desde entonces. En 1992 Meretz logró 12 curules en las elecciones al Knéset doceno, una votación que anunció la vuelta de Isaac Rabin a la oficina de primero ministro y el primer gobierno de carácter izquierdista evidente desde el establecimiento del estado. Pues la afiliación en Meretz fue problemática para Shinui, debido a la plataforma económica de Meretz que apoyaba en el socialismo, en desacuerdo con la visión liberal de Poraz y Rubinstein. Rubinstein sirvió en los puestos de ministro de ciencia y deportes, infrastractura nacional, y finalmente educación (después de  en los gobiernos de Rabin y Shimon Peres. Shinui tuvo problemas en ellos posición en Meretz continuar con ellos objetivos de limitar el presupuesto estatal, al mismo tiempo que ellos socios en Meretz obraron hacia la meta opuesta. En 1996 Shinui quedó en la alianza para las elecciones, pues en 1999 quitó de Meretz cuando la alianza decidió confluir sus facciones. Por la primera vez Shinui existió sin Amnon Rubinstein él que decidió dejarse en Meretz.

## Era de la "antorcha": Tommy Lapid en la política
Avraham Poraz dirigió el partido antes de las elecciones de 1999 sabiendo que el potencial de Shinui como grupo independiente era limitado. Mientras que él y Rubinstein fueron socios en Meretz, Shinui fue una rueda de recambio en la alianza, cuando Aloni y Yossi Sarid habían sido las voces dominantes. Para reclamar el lugar de Shinui en el esceno política, Poraz supo que necesitará un imagen más combatiente, y entonces él invitó al periodista popular Yosef "Tommy" Lapid liderar la lista de Shinui al Knéset decimoquinto en 1999. Tommy Lapid fue un éxito instantáneo, un resultado de su posición fuerte contra los partidos ortodoxo-jaredíes Shas y Yahadut Hatorah, los que él apodía parásitos. Para diferenciarse de Meretz, Lapid declaró que Shinui no hubiera sido en una coalición con ningún partido religioso. La posición rígida de Lapid fue un éxito con votantes seculares que estaban hartos de los partidos establecidos como Likud, Israel Unida (una alianza dirigida por Ehud Barak y el Partido Laborista), y tanto Meretz por ellos voluntad de formar gobiernos con partidos jaredíes solo para mantenerse en poder. Lapid cumplió su promesa cuando Shinui ganó un sorprendente seis curules en el Knéset (los sondeos indicaron que Shinui ni siquiera hubiera elegido al parlamento) y rechazó entrar en el gobierno de Barak con Shas y el Mafdal. En febrero de 2001 Ariel Sharón de Likud había elegido como el reemplazo de Ehud Barak, y dio una invitación a Lapid juntarse a su gobierno, pues Lapid rechazó de vuelta participar en una coalición con Shas.

### La cumbre de éxito - 2003
Shinui se presentaba en las elecciones en una posición optimal en relación con cada ronda de vota desde 1977. La segundaIntifida abrió un vacío en el centro entre los laboristas y Likud, y también a un partido capaz oponer al poder de Shas (el partido tercero en tamaño en los años 1999-03). Lapid declaró que Shinui obraría para ejecutar una "revolución cívica" si hubiera elegido con bastante apoyo para entrar en el gobierno. En la votación que sucedió Shinui logró quince curules en la cámara, hiciendo en la tercera fuerza de la política israelí, y Lapid invitó a Likud y el Partido Laborista formar un "gobierno de unidad secular"  en sus palabras. 
Al cabo de las negociaciones, los laboristas no se juntaron en la segunda coalición de Ariel Sharon, y Shinui tuvo que acordar a una alianza con Likud y los partidos derechistas. Éste fue una problema para muchos socios del partido, que vieron a ellos mismos como partidarios del proceso de paz con los palestinos. Shinui ocupaba algunas secretarías en la administración Sharon, incluso las de justicia (Lapid), asuntos interiores (Avraham Poraz), infraestructura nacional (Yosef Paritzky), ciencias y deportes (Eliezer Sandberg, luego Ilan Shalgi y Victor Brailovsky), y el ministerio de asuntos ambientales (Yehudit Naot).

### En el gobierno de Sharon
Shinui consiguió hacer cuantos cambios durante su tiempo en el gobierno, como disolver el ministerio de asuntos religiosos, el recorte de presupuestos de las escuelas superiores jaredíes (yeshivás), y el avance de la causa de matrimonios civiles. El partido debió respaldar a Sharon en su plan de retirada de la Franja de Gaza, una posición que levantó las críticas tanto de la derecha como de la izquierda. Shinui ganó muchos curules en consejos municipales en las elecciones del cabo de 2003, en particular el éxito esperado de su representante en Haifa Yona Yahava como alcalde. La salida de las facciones derechistas de la coalición en 2004 dirigió a negociaciones entre Likud y Yahadut Hatorah para la participación de la segunda en el gobierno.
Peor fue un escándalo interno en que Yosef Paritzky se vio implicado por intentar tender una trampa al incriminar a Avraham Poraz. Paritzky dimitió de todos sus puestos en el gobierno y el Shinui, y la unidad en la facción hizo frágil. En diciembre de aquel año Sharon echó a los ministros de Shinui de su gabinete después de que ellos rechazaran votar en favor del presupuesto de 2005.

## La Quiebra
En noviembre de 2005 Amir Péretz, el elegido líder del Partido Laborista, salió de la coalición con Ariel Sharon y Likud, causando un terremoto político. Sharon salió de Likud y formó Kadima, y la nación entró de nueva a elecciones prematuras. Shinui, el partido mayor en la oposición, tuvo que hacer elecciones primarias y preparar una lista de candidados al nuevo Knéset. En la votación del consejo central del movimiento en el 12 de enero de 2006 Lapid logró de nuevo el primer puesto, pues en una sorpresa completa Poraz perdió en la pelea para el segundo puesto a Ron Levintal, un consejero municipal y abogado de Tel Aviv. La derrota de Poraz dividió el partido entre partidarios de Lapid y la "guarda vieja" del movimiento, y ellos de Levintal que creían que Shinui sí mismo necesitaba reformas internas. No obstante que Shinui fue el partido de tercero tamaño en Israel, el movimiento tuvo sólo 5000 socios en 2006, un número enano en comparisión a Likud y el Partido Laborista.
Poraz no renunció a su puesto dirigente y rápidamente formó junto con otros seis legisladores Jetz ("Flecha"; la Facción Secular), un grupo de calidad más secular que Shinui. Dos socios además, Jemi Doron y Eliezer Sandberg, quitaron de Shinui y formaron el Hogar Nacional, una facción breve que se juntó a Likud sin presentarse a las elecciones. Levintal se presentó con el resto de legisladores que quedaron en Shinui, Ehud Razabi e Ilan Leibowitz, pues Shinui fracasó en su meta de mantener una presencia en el Knéset, logrando solo 4.907 votos.

## Shinui hoy
Ron Levintal sigue dirigiendo el partido hasta hoy, si bien Shinui no se presentó en las elecciones de 2009 (Jetz de Avraham Poraz tomó parte en una alianza con los Verdes). El puesto de Shinui ha sido ocupado por otros movimientos de metas similares como el partido político "Or", por lo que no tiene mucha influencia en la escena nacional.

## Resultados electorales
|  | 1.5 % |

|  | 2.7 % |

|  | 1.7 % |

|  | 5.07 % |

|  | 12.28 % |

|  | 0.2 % |